# Lipót nápoly–szicíliai királyi herceg
Lipót János József Mihály nápoly–szicíliai királyi herceg, olaszul Leopoldo Giovanni Giuseppe Michele di Borbone delle Due Sicilie (Caserta, 1790. július 2. – Salerno, 1851. március 10.) a Bourbon-ház nápolyi ágából származó királyi herceg, Mária Terézia császárné és királynő unokája, 1816-tól Salerno hercege (principe di Salerno).

## Élete

### Származása, testvérei
Lipót János József nápoly–szicíliai királyi herceg a casertai királyi palotában született 1790-ben.
Édesapja a Bourbon-házból való IV. Ferdinánd nápolyi király (1751–1825) (a későbbi I. Ferdinánd nápoly–szicíliai király) volt, III. Károly spanyol királynak és Mária Amália Krisztina szász hercegnőnek, lengyel királyi hercegnőnek, spanyol királynénak fia.
Édesanyja Mária Karolina Lujza főhercegnő (1752–1814) volt, I. (Lotaringiai) Ferenc német–római császár (1708–1765) és Mária Terézia császárné (1717–1780) leánya, akit himlőben elhalt nővérei, (Mária Johanna Gabriella, 1750–1762 és Mária Jozefa, 1751–1767) helyett adtak feleségül Ferdinándhoz 1768-ban.
Tizennyolc (!) testvér sorában Lipót herceg született tizenhatodikként. Tizenegyen meghaltak gyermekként, és csak heten – köztük mindössze két fiú – érték meg a felnőttkort. Lipót volt a legfiatalabb túlélő gyermek.
1. Mária Terézia Karolina hercegnő (1772–1807), II. (I.) Ferenc császár felesége, német-római majd osztrák császárné.
2. Lujza Mária Amália hercegnő (1773–1802), III. Ferdinánd toszkánai nagyherceg felesége, Ferenc császár sógora.
3. Károly Titusz Ferenc Gennaro, Calabria hercege (1775–1778), kisgyermekként meghalt.
4. Mária Anna Jozefina (Giuseppina) hercegnő (1776–1780), kisgyermekként meghalt.
5. Ferenc Januárius (Gennaro), Calabria hercege (1777–1830), 1778-tól trónörökös, 1830-tól I. Ferenc néven nápoly–szicíliai király.
6. Mária Amália hercegnő (1779–1783), kisgyermekként meghalt.
7. Mária Krisztina Amália Terézia hercegnő (1779–1849), aki Károly Félix szárd–piemonti királyhoz, Savoya hercegéhez (1765–1831) ment férjhez.
8. Gennaro Károly Ferenc herceg (1780–1789), gyermekként meghalt.
9. József Catello Gennaro herceg (1781–1783), kisgyermekként meghalt.
10. Mária Amália Terézia hercegnő (1782–1866), aki Orléans-i Lajos Fülöp francia királyhoz (1773–1850) ment feleségül.
11. Mária Krisztina (*/†1783), születésekor meghalt.
12. Mária Antonietta Terézia hercegnő (1784–1806), aki VII. Ferdinánd spanyol király (1784–1833) első felesége lett.
13. Mária Klotild Terézia hercegnő (1786–1792), gyermekként meghalt.
14. Henrietta (Enrichetta) Mária Kárméla hercegnő (1787–1792), kisgyermekként meghalt.
15. Károly Gennaro Ferenc herceg (1788–1789), kisgyermekként meghalt.
16. Lipót János József herceg (1790–1851), Salerno hercege.
17. Albert Fülöp Mária herceg (1792–1798), gyermekként meghalt.
18. Mária Erzsébet Terézia hercegnő (1793–1801), gyermekként meghalt.

Anyja a kivégzett Marie Antoinette francia királyné nővére volt, így Mária Antonietta hercegnő XVI. Lajos király unokahúga volt, de emellett unokatestvére volt a bebörtönzött XVII. Lajos királynak és Mária Lujza francia császárnénak, I. Napóleon császár második feleségének is.

### Hányatott gyermekévek
Bonaparte tábornok csapatai 1798 februárjában elfoglalták a Nápolyi Királyságot. A királyi család, a gyermekekkel együtt Szicíliába menekült, Mária Karolina királyné innen szervezte az ellenállást. 1799. január 24-én a franciák Nápolyban kikiáltották a Parthenopéi Köztársaságot, köztársasági kormány alakult Ercole D’Agnese elnökségével. A királyi hadsereg a brit flotta támogatásával 1799. június 21-én visszafoglalta Nápolyt. 1799 nyarára Nelson ellentengernagy kiűzte a franciákat a Nápolyi Királyság egész területéről, a királyi család visszatérhetett székvárosába.
1802-ben Lipót herceg húga, Mária Antonietta hercegnő (1784–1806) feleségül ment Ferdinánd spanyol trónörökös herceghez (1784–1833), a későbbi VII. Ferdinánd királyhoz, IV. Károly spanyol király fiához (de hamarosan, 1806-ban meghalt). Ugyanebben az évben, 1802-ben  Lipót bátyja,  Ferenc trónörökös herceg Mária Izabella spanyol infánsnőt (1789–1848), Ferdinánd trónörökös húgát vette feleségül.
1805-ben a Nápolyi Királyság támogatta a Franciaország elleni harmadik koalíciót. Az austerlitzi csatavesztés nyomán a franciák 1806-ban ismét elfoglalták Nápolyt. A királyi családnak ismét Szicíliába kellett menekülnie. Napóleon császár 1808-ban sógorát, Joachim Murat tábornokot nevezte ki Nápoly királyává.

### A britek jelöltje a spanyol trónra
1808-ban Spanyolországban trónviszály alakult ki. A brit kormány azt tervezte, hogy Lipót herceg, a Bourbon-király másodszülött fiaként utazzék a latin-amerikai spanyol gyarmatokra, és ott – erőteljes brit katonai segítséggel – a nápolyi Bourbonok nevében jelentse be trónigényét és puccsszerűen foglalja a spanyol királyi trónt, kihasználva a spanyol trón körüli politikai zavart. Lipót ekkor még nem volt nagykorú (alig 18 éves volt, a szükséges 21 helyett), a britek úgy döntöttek, hogy Orléans-i Lajos Fülöp herceg (a kivégzett Philippe Égalité fia, majd 1830-ban Lajos Fülöp néven francia király) kísérje el őt útján. Lipót apja, a gyenge kezű IV. Ferdinánd nápolyi király egyetértett a tervvel. Lipót herceg és Orléans-i Lajos Fülöp herceg Gibraltárba utaztak.
Napóleon azonban – saját bátyja, Joseph Bonaparte javára lemondásra kényszerítette IV. Károly királyt. 1808. március 18-án azonban Spanyolországban kitört az aranjuezi felkelés, amely a francia megszállók ellen irányult. Lipót herceg apját, IV. Ferdinánd nápolyi királyt spanyol királlyá kiáltották ki. A gibraltári brit katonai hatóságok azonnal őrizetbe vették a Dél-Amerikába készülő Lipótot és Lajos Fülöpöt, megtiltva nekik a belépést Spanyolországba. Lipótnak vissza kellett térnie Palermóba. Ferdinánd infáns a franciák védelme alá helyezte magát, a polgárháborús helyzetbe a francia haderő brutálisan beavatkozott, ez Madridban 1808. december 4-én véres atrocitásokba torkollott.

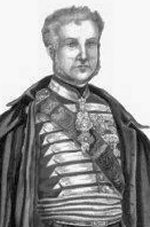
Lipót, Salerno hercege

### Harcban Napóleon ellen
1809-ben Lipót herceg ismét részt egy kísérletben, amellyel vissza akarták foglalni a Szicíliára visszaszorult Királyság nápolyi terüleit, ahol Murat marsall uralkodott. Lipót megszerezte az ötödik koalíció államainak (Nagy-Britannia, Ausztria, Oroszország és Poroszország) támogatását. Anglia különösen érdekelt volt a vállalkozás sikerében, hogy megszilárdíthassa jelenlétét a Földközi-tengeren.
A Lipót által vezetett expedíciós hadsereg a calabriai félszigeten szállt volna partra, ahonnan Nápolyba vonult volna. A hadjárat sikere a franciánál sokkal nagyobb erőt képviselő szicíliai és brit flották támogatásától függött. 1809 júniusában Lipót herceg hadserege a szövetséges flották hatékony tűzerejére támaszkodva sikeresen elfoglalta Ischia és Procida szigeteit. A hadművelet döntő mozzanata az ischiai erőd (Castello d’Ischia) ostroma volt, amit a hajóágyúk megsemmisítő bombázása vezetett be. Lipót terve szerint a szigetek stratégiai helyzete kedvező kiinduló pontként szolgálhatott volna a szárazföld elleni támadáshoz. A herceg a partra szállásra készülve elsáncolta magát Ischia szigetén, itt visszaállította a Bourbon királyi kormányzat hatalmát. Az 1809 júliusi wagrami csatavesztés nyomán azonban összeomlott az ötödik koalíció is. A schönbrunni békeszerződésben I. Ferenc osztrák császár arra kényszerült, hogy legidősebb leányát, Mária Lujza főhercegnőt, Lipót herceg sógornőjét feleségül adja ellenségéhez, Napóleon császárhoz. (Lipót anyja, Mária Karolina királyné a hír hallatán így fakadt ki: „Már csak az hiányzott nekem, hogy az ördög nagyanyjává legyek.”) A brit flotta elhajózott, támogatása nélkül Nápoly visszafoglalása lehetetlenné vált. A Szicíliába szorult királyi család viszont teljesen ki volt szolgáltatva a brit nagyhatalmi érdekeknek.
1812-ben a szicíliai brit csapatok főparancsnokának nyomására Lipót herceg apja, IV. Ferdinánd király régenssé nevezte ki idősebb fiát, Ferenc Gennaro herceget. Mária Karolina királynét kiutasították országából. (Röviddel Bécsbe érkezése után meg is halt).

### Nápoly régense
1814-ben a bécsi kongresszus Joachim Murat-t ismerte el Nápoly királyának. Amikor azonban Napóleon visszatért Elba szigetéről, Murat hadsereggel indult támogatására, de 1815. május 2-án Tolentinónál vereséget szenvedett. IV. Ferdinánd király ekkor ifjabbik fiát, Lipót herceget nevezte ki Nápoly régensének, e tisztséget 1815. május 22–június 2. között viselte, amíg bátyja, Ferenc herceg I. Ferenc néven vissza nem tért a Nápoly trónjára. Ferenc 1816-ban egyesítette két királyságát a Két Szicília Királysága (más néven Nápoly–Szicíliai Királyság) néven. Ugyanebben az évben öccsét, Lipótot Salerno hercegévé emelte.

### Házassága
Lipót herceg 1816. július 28-án a schönbrunni kastélyban feleségül vette unokahúgát, a Habsburg–Lotaringiai-házból való Mária Klementina főhercegnőt (1798–1881), I. Ferenc osztrák császárnak és a Mária Terézia Karolina nápoly–szicíliai királyi hercegnőnek (1772–1807), Lipót herceg saját nővérének leányát. Ezt a dinasztikus házasság Metternich osztrák kancellár erős ösztönözésére jött létre. A frigy révén Lipót herceg sógorságba került jóbarátjával, Orléans-i Lajos Fülöp herceggel, Chartres hercegével, aki még 1809-ben vette feleségül Lipót herceg másik nővérét, Mária Amália Terézia nápoly–szicíliai királyi hercegnőt (1782–1866).
Lipót herceg és Mária Klementina főhercegnő házasságából 4 gyermek született, de csak egyetlen leányuk érte meg a felnőttkort:
- Egy halva született leány (1819).
- Mária Karolina Auguszta hercegnő (1822–1869), aki 1844. november 25-én feleségül ment apai unokafivéréhez, az Orléans-házból származó Henri Eugène Philippe Louis d’Orléans tábornokhoz, Aumale hercegéhez (1822–1897), I. Lajos Fülöp francia király és Mária Amália Terézia nápoly–szicíliai királyi hercegnő fiához.
- Lajos Károly (Luigi Carlo) herceg  (*/† 1824).
- Egy halva született leány (1829).

1825-től kezdve Lipót herceg családjával Nápolyban, az 1775-ben épült Salerno-palotában (Palazzo Salerno) lakott (A palota korábban kolostor, katonai kaszárnya, minisztérium, majd prefektúra volt). Lipót herceg igen hűtlen férj volt, több közrendű nővel is viszonyt folytatott, köztük Fanny Elssler táncosnővel, Joseph Haydn zeneszerző szolgájának leányával is. Felesége, Mária Klementina hercegné önuralommal viselte megalázó helyzetét.
1830-ban I. Ferenc elhunytával fia, II. Ferdinánd, Lipót unokaöccse lépett a trónra. 1848–49-ben a királyi csapatok és svájci gárdisták leverték a nápolyi és szicíliai nemzeti felkeléseket, és helyreállították az abszolutisztikus királyi hatalmat, egyben elhárították Károly Albert szárd–piemonti király első annexiós kísérletét, amit az olasz egység megvalósításának örve alatt indított el.
Lipót herceg 1851. március 10-én hunyt el Salernóban. A nápolyi Szent Klára-bazilika kriptájában temették el.

### Utódainak későbbi sorsa
Özvegye, Habsburg–Lotaringiai-házból való Mária Klementina főhercegnő Franciaországba költözött leányának családjához, Henri d’Orléans aumale-i herceg kastélyába, Chantilly-ba, itt élt haláláig, 1881-ig. Túlélte leányát, Mária Karolina Augusztát († 1869), és mindkét unokáját, Louis Philippe Marie Léopold d’Orléans-t, Condé hercegét (1845–1866) és François Louis d’Orléans-t, Guise hercegét (1854–1872) is. Veje, Henri aumale-i herceg az Orléans-i család tagjainak temetkezőhelyén, a dreux-i Szent Lajos Királyi Kápolnában (Chapelle royale Saint-Louis) temettette el anyósát.

## Külső hivatkozások
- http://www.ilportaledelsud.org/leopold.htm Ischia visszafoglalása 1809-ben (olaszul).
- http://www.ilportaledelsud.org/palazzo_salerno.htm A Salerno Palota Nápolyban (olaszul).
- http://www.geneall.net/I/per_page.php?id=9903 Lipót János József herceg életrajzi, családi adatai.
- https://web.archive.org/web/20080620055639/http://www.marek.and.pl/genea/43520sicile.html A nápoly–szicíliai spanyol Bourbonok családi adatai (lengyel nyelven).
- http://www.thepeerage.com/p11162.htm#i111613 Lipót János József herceg életrajzi, családi adatai.
- https://web.archive.org/web/20070914054655/http://www.royaltyguide.nl/families/bourbon/bbsicilie1.htm A nápolyi Bourbonok arcképcsarnoka.